# Paranaitis speciosa
Paranaitis speciosa är en ringmaskart som först beskrevs av Webster 1879.  Paranaitis speciosa ingår i släktet Paranaitis och familjen Phyllodocidae. Inga underarter finns listade i Catalogue of Life.